# Дін Берроу
Дін Олівер Берроу (англ. Dean Oliver Barrow, нар. 2 березня 1951) — прем'єр-міністр Белізу з 8 лютого 2008 до 12 листопада 2020 року, лідер Об'єднаної демократичної партії з 1998 року.
Юрист за освітою. Член парламенту з 1984 року, у 1984–1989 та 1993–1998 роках — міністр закордонних справ, віцепрем'єр (з березня 1990) і генеральний прокурор, також займав пост міністра національної безпеки, з 1990 — заступник голови ОДП. Після поразки партії на виборах 1998 року замінив Мануеля Есківеля на посаді лідера партії. 7 лютого 2008 року ОДП здобула перемогу на виборах, і наступного дня Берроу було призначено главою уряду замість Саїда Муси. 11 лютого під час формування уряду став також міністром фінансів. Берроу — перший темношкірий прем'єр-міністр Белізу.

## Освіта
Берроу навчався в коледжі Св. Майкла, в Белізі та в Університеті Вест-Індії, Кейв-Гілл, Барбадос. Здобув ступінь (бакалавр, 1973) у галузі права. Після цього він навчався на юридичному факультеті в університеті Мона, Кінгстон, Ямайка (спеціаліст, 1975). Ступінь магістра права він здобув на юридичному факультеті університету Маямі.

## Юридична практика
Берроу працював старшим юрисконсультом, вважається одним з найуспішніших адвокатів Белізу. Свою працю він починав у юридичній фірмі дядька Діна Ліндо 1973, а 1977 року став його партнером. Пізніше він створив власну юридичну фірму. Перед уходом в політику він був старшим партнером в юридичній фірмі «Берроу і Вільямс» (з Родвеллом Вільямсом).

## Політична кар'єра
У грудні 1983 року Берроу розпочав політичну кар'єру як кандидат на виборах до ради міста Беліз, на яких він переміг. Потім він узяв участь у загальних виборах у грудні 1984, за іронією долі, його суперником був колишній колега, депутат Ральф Фонсека. Берроу переміг Фонсеку і став генеральним прокурором, а потім міністром закордонних справ.
1989 року під час загальних виборів Берроу переміг Томаса Грінвуда, а його партія ці вибори програла. Берроу продовжував працювати юристом. Наступного року, після смерті Керла Томпсона, його було призначено на пост заступника лідера партії Мануеля Есківеля. 1993 року Берроу брав участь у третіх для себе загальних виборах, унаслідок яких повернувся до складу кабінету міністрів на посаду міністра закордонних справ, у цьому уряді він також займав пост міністра національної безпеки.
Після виборів 1998 року Дін став лідером партії та лідером опозиції, замінивши Мануеля Есківеля на обох посадах.

## Прем'єр-міністр
За результатами вибори, що відбулись 7 лютого 2008 року ОДП здобула перемогу, отримавши 25 із 31 місця в парламенті. Наступного дня Берроу склав присягу як прем'єр-міністр. 11 лютого він оголосив склад свого кабінету.
7 березня 2012 року, унаслідок чергових загальних виборів ОДП, хоч і втратила 8 місць, однак утримала більшість в парламенті й перемогла. Дін Берроу склав присягу як глава уряду на другий термін.

## Родина
Берроу одружений, має чотирьох дітей. Найстаршим є репер Джамаль «Shyne» Берроу, який народився 8 листопада 1978 року. (Shyne народився поза шлюбом, його мати — сестра політичного колеги Берроу, Майкла Фіннегана). Його другий син, Анвар, працює у кредитному закладі. Його дочка, Дінн, юристка й має юридичну практику.
Берроу одружився вдруге 7 лютого 2009 року (рівно за рік після перемоги на виборах). Його другою дружиною стала давня подруга Кім Сімпліс із міста Саванна, штат Джорджія, США. У них народилась донька, Саліма.